# Rivi Grinboym
Rivi Grinboym (in ebraico ריבי גרינבוים‎?; Hadera, 7 luglio 1978) è un'ex cestista israeliana.

## Carriera
Con Israele ha disputato i Campionati europei del 2003.